# Renato William Jones
Pour les articles homonymes, voir William Jones et Jones.
Renato William Jones (né le 5 octobre 1906 à Rome en Italie – décédé le 22 avril 1981 à Munich en Allemagne), également connu sous le nom de R. William, ou plus simplement William Jones, était un dirigeant de basket-ball qui contribua à populariser ce sport en Europe et en Asie. Il est titulaire d'un doctorat honorifique du Springfield College.

## Biographie
Jones est l'un des fondateurs de la Fédération internationale de basket-ball amateur (FIBA) en 1932 et le secrétaire général de cette organisation de 1932 à 1976. En 1932, il est chargé de convaincre le Comité international olympique qu'une compétition de basket-ball devait être organisée lors des Jeux olympiques d'été de 1936 à Berlin. Après que la Fédération internationale de handball (IAHF) eut renoncé à ses prérogatives sur le basket-ball en 1934, la FIBA fut acceptée en tant qu'entité autonome par le CIO et le tournoi put se dérouler à Berlin sous la supervision de Jones. Par la suite, Jones devient secrétaire général du Conseil International pour l'Education Physique et la Science du Sport en 1958. 
Il est intronisé au Basketball Hall of Fame en 1964, et au FIBA Hall of Fame en 2007. Il est nommé président de l'Amateur Basketball Association en Angleterre en 1973.
Renato William Jones est également connu pour son rôle lors de la finale des Jeux olympiques 1972, où les États-Unis affrontent l'URSS. Les États-Unis, menés durant toute la rencontre, pensaient avoir remporté le match 50 à 49 alors que la table de marque avait fait une erreur de chronomètre ne donnant que 0,5 seconde de temps de jeu à l'URSS au lieu des 3 secondes lors de la dernière remise en jeu et après avoir aussi oublié de donner un temps-mort aux Soviétiques. Jones signala l'erreur aux arbitres, qui firent rejouer les 3 dernières secondes de la rencontre. Jones prévint les Américains, que s'ils refusaient de revenir jouer ces 3 dernières secondes, ils seraient sanctionnés en appel et perdraient le match et donc la médaille d'or. L'entraîneur américain, sachant qu'il perdrait en appel, accepta de revenir. Dans le temps des 3 secondes, les Soviétiques marquèrent par un tir de Belov et gagnèrent le match 51-50. C'était la première fois que les Américains perdaient au basket aux JO, et ils prétextèrent que Jones n'avait pas l'autorité pour intervenir durant le match, mais Jones leur a répondu par la suite que "les Américains devaient apprendre à perdre, même quand ils pensent qu'ils ont raison ("The Americans have to learn how to lose, even when they think they are right.").

## Tournois
La Coupe intercontinentale de basket-ball et la Coupe William Jones sont nommés en son honneur, pour sa contribution au basket-ball.